# Capidava
Capidava a fost un centru fortificat geto-dac, apoi castru roman, pe malul drept al Dunării dobrogene, pe locul unde se află astăzi satul cu același nume Capidava, județul Constanța. Accesul se face dinspre orașele Cernavodă și Hârșova, de pe DJ 223.
În timpul Imperiului Roman a avut un rol important pe linia de apărare a Dunării.
Distrusă de goți în secolul III, fortificația a fost refăcută în secolul următor, devenind apoi și centru episcopal.
Izvoarele din secolele IV – VI atestă o unitate de cavalerie - Cuneus equitum Solensium - și unitățile de equites scutarii și vexillatio Capidavensium.
Fortul a fost părăsit după invazia cutrigurilor (559).
După retragerea oficială romano-bizantină din Dobrogea (circa 600), cetatea a fost reclădită de bizantini în secolul X, adăpostind de asemenea și populația băștinașă. Incendiul provocat de pecenegi în 1036 a dus la abandonarea definitivă a acesteia.

## Istoric

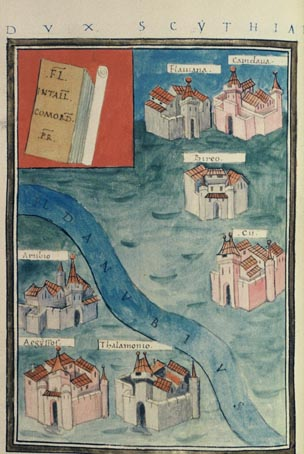
Capidava reprezentată în Notitia Dignitatum, Dux Scythiae

Rămășițele fortificației romană timpurie și romană târzie au fost ridicate pentru prima dată în primii ani de domnie a lui Traian și reconstruită mai târziu.
Mai multe faze de construcție au fost identificate din punct de vedere arheologic: 1. Prima fază, de la începutul sec. II, se presupune că fortificația avea dimensiunile aproximative de 105 x 125m. Fază de refacere a fundamentis din a doua jumătate a sec. III, consecință a distrugerii provocate inițial de atacurile gotice în contextul bellum Scythicum; 3. Fază constantininiană și post-constantininiană ce cuprinde turnuri în formă de U, rectangulare; 4. Epoca lui Anastasius, în care este refăcută curtina H și se termină până în 580-581 odată cu atacurile slavo-avare; 5. Ultima fază de funcționare a castrului târziu (594/595) din sfertul sudic al cetății nu depășește mult cronologia impusă de ultimele (follis de la Heraclius, 612/613). Pe baza materialului epigrafic, știm stadiile succesive de ocupare a fortificației începând cu epoca timpurie de cohors I Ubiorum și apoi începând cu domnia lui Hadrian, de cohors I Germanorum. Au fost descoperite și ștampile ale legiunilor XI Claudia84 și V Macedonica85; dintre ștampile târzii ale legiunii I Italica (precum și un beneficiarius consularis, probabil în legătură cu statio portorii).
Recent a fost cercetată zona din jurul termelor militare ce au aparținut primului castellum care se află în proprietate publică. Situate la aproximativ 100 m est de cetate, se găsesc în suprapunere urme de locuire, fie urme ce aparțin necropolelor din toate perioadele de stăpânire. A fost confirmată contribuția legio XI Claudia pia fidelis în primul deceniu al secolulului II la construcția ansamblului ce se extinde și este reparat în următorii zeci de ani; o a doua fază de construcție este datată cu ajutorul materialului tegular al legio XI Claudia Antoniniana plasată în vremea împăratului Caracalla, în urma războiului scythic (undeva între 248-250) care afectează cetatea și locuirea din jur. De-a lungul timpului s-a dezvoltat aici o civitas indigenă ce inspiră numele locului, iar totodată un vicus militar despre care există puține informații arheologice.
La Capidava există atestată prezența unui beneficiar consular, în plus cetatea funcționa ca statio de vamă. O inscripție funerară de la Ulmetum atestă un sediu al unui territorium cu mai multe villaerusticae și nuclee rurale, prin formula territorium Capidavense: C. Iulius Quadratus, quinquennalis territorii Capidavensis și princeps loci).
Refacerea fortificației târzii ce a urmat invaziei goților de la mijlocul sec. al III-lea, undeva între domniile lui Aurelian, Probus și perioada Dominatului este făcută de noile trupe ocupante: cuneus equitum Solensium și de vexillatio Capidavensium, ce aparținea probabil ca parte a equites scutarii. Deși colul de Vest și o bună parte din latura sud-vestică au fost afectate în anii 1920 de exploatările masive de calcar din zonă, se cunosc dimensiunile fortificației, de aproximativ 127 x 105 m. Începând cu sfârșitul secolului al VI-lea, începutul sec. al VII-lea, fortificația funcționează pentru scurtă vreme într-un spațiu restrâns (după 594/595 – 612/613 sau puțin mai târziu). Totuși, în perioadă medio-bizantină, locuirea în interiorul cetății este reluată (sec. IX-XI d.Hr), un zid de piatră și pământ deasupra vechii cetăți întărea apărarea așezării de bordeie. S-au identificat șase niveluri de distrugere și reconstrucții ale așezării de bordeie (cu 7 niveluri de ocupare diferite) de-a lungul a 200-250 ani din existență a acesteia. S-a calculat că la o populație de 700-1000 de locuitori au funcționat mai bine de 100 de bordeie/nivel, cu dimensiunea de 12-16 m2, în interiorul unei suprafețe fortificate de cca 1.5 ha. Capidava este definitiv distrusă la jumătatea celui de-al XI-lea secol d. Hr.
Cercetările sistematice începute în 1925, au produs rezultate remarcabile în mai multe puncte: biserica romano-bizantină de secol VI, poarta principală din sud și clădirile din zonă corpul de gardă (care este de fapt horreum), Principia romană târzie împreună cu barăcile târzii și romano-bizantine, portul, necropolele și termele militare timpurii (sec. II-III). Toate edificiile enumerate sunt cercetate integral, identificându-se toate fazele de construcție.
Un proiect aflat în desfășurare demarat în 2015 de autoritățile județene și susținut cu fonduri europene pune în pericol șansele de includere a sitului arheologic pe lista UNESCO ca parte din frontiera romană a Dunării de Jos.